# Тарід
Тарід (араб. ثريد, також відомий як трід, тахріб, ташріб) — хлібний суп, який походить із Мекки, Саудівська Аравія, арабської кухні, яку також можна знайти в багатьох інших арабських країнах. Як і інші хлібні супи, тарід — це проста страва з бульйону та хліба, у цьому випадку розкришеної коржі, змоченої бульйоном або рагу. Історично корж, який використовували, ймовірно, був черствим і бездріжджовим. Як арабська національна страва, тарід вважається сильним символом арабської ідентичності ще за життя ісламського пророка Магомета. За поширеною легендою, ця проста і скромна страва була улюбленою їжею пророка.
Це звичайна страва Рамадану.

## Походження
Ця страва є важливою частиною арабської культури й згадується в низці хадисів, приписуваних ісламському пророку Магомету, у яких він сказав, що тарід був найкращим з усіх страв, перевершуючи всі інші так само, як його кохана третя дружина, мудра юна Айша, переважала всіх інших жінок.

## Поширення
Тарід поширений не тільки на Аравійському півострові, а й у Північній Африці, де він відомий як трід; у Туреччині він відомий як тіріт, а в Сіньцзяні — як терит. Численні варіанти рецепту були привезені арабами до Іспанії. Марокканська рафіса готується шляхом викладення рагу з курки та сочевиці на тонкий корж (варка), нарізаний довгими тонкими шматочками. У Сирії подібна страва під назвою фатта являє собою суміш смажених і подрібнених коржів з йогуртом і відвареним м'ясом. В Індонезії тарід відомий через малайську кухню через арабський вплив на малайську кулінарну культуру.
Страва також поширилася в Португалії, де вона перетворилася на хлібний суп з кінзою, часником і яйцями, відомий як акорда Алентеджана.

## Споживання
Замочити хліб у бульйоні та з'їсти його разом з м'ясом — це найпростіший спосіб їсти тарид. Інший варіант передбачає укладання хліба і м'яса в кілька шарів.
Це звичайна страва Рамадану.

## Галерея

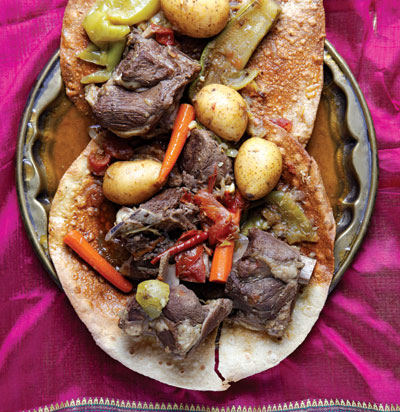
Сушена баранина
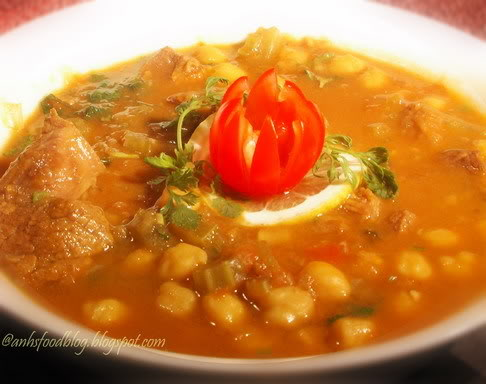
Суп з баранини
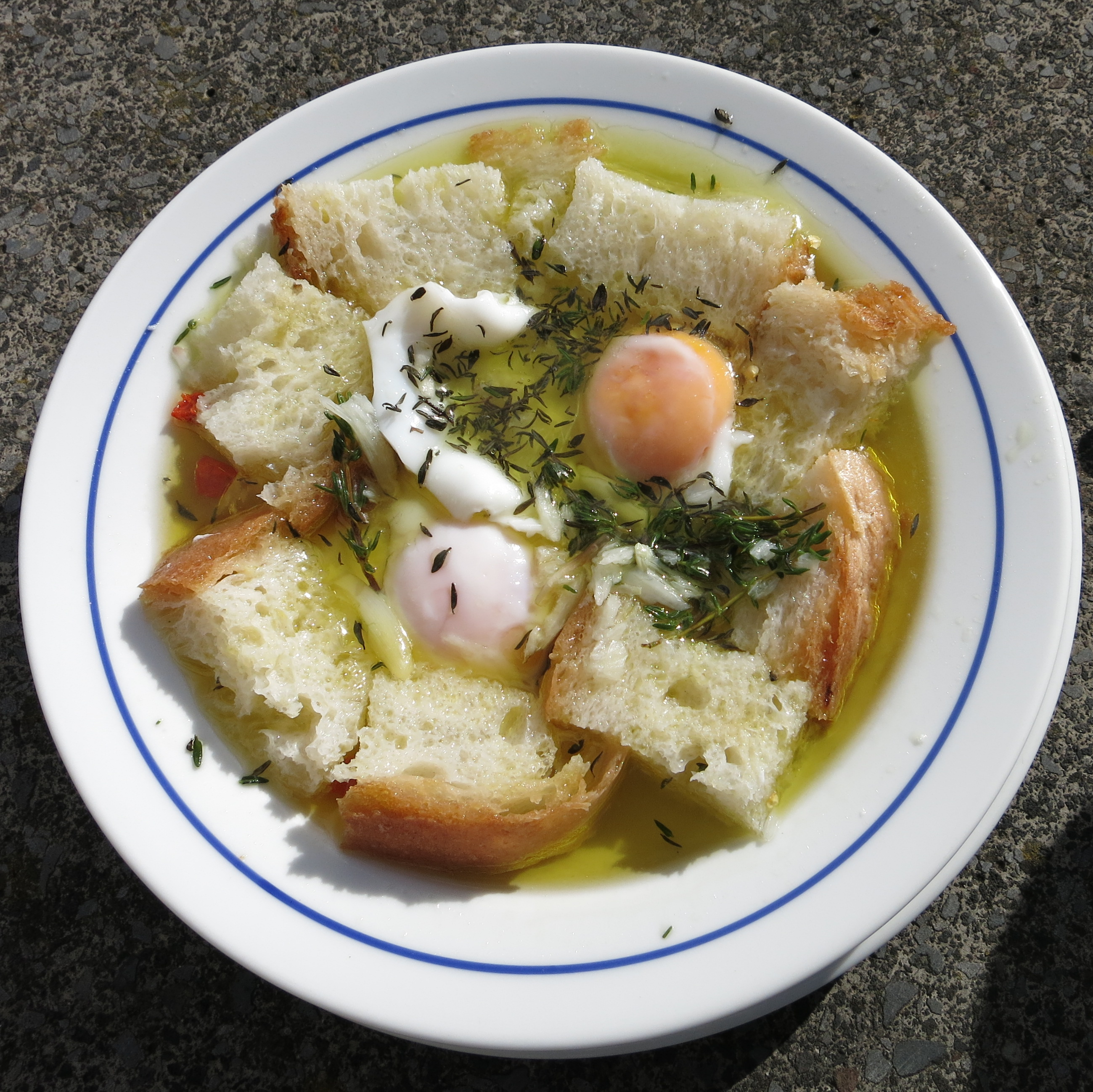
Португальська акорда Алентеджана